# USS Tolman (DM-28)
USS Tolman (DD-740/DM-28/MMD-28) là một tàu khu trục rải mìn lớp Robert H. Smith được Hải quân Hoa Kỳ chế tạo trong Chiến tranh Thế giới thứ hai. Con tàu được đặt theo tên Trung tá Hải quân Charles E. Tolman (1903-1943), Hạm trưởng tàu khu trục USS De Haven (DD-469); ông đã tử trận cùng con tàu trong Chiến dịch quần đảo Solomon năm 1943 và được truy tặng Huân chương Chữ thập Hải quân. Nó đã hoạt động cho đến hết chiến tranh, xuất biên chế không lâu sau đó và bị bỏ không trong thành phần dự bị, cho đến khi bị rút đăng bạ năm 1970 và bị đánh chìm như một mục tiêu năm 1994. Tolman được tặng thưởng một Ngôi sao Chiến trận do thành tích phục vụ trong Thế Chiến II.

## Thiết kế và chế tạo
Tolman được đặt lườn, như là tàu khu trục DD-740 thuộc lớp Allen M. Sumner, vào ngày 10 tháng 4 năm 1944 tại xưởng tàu của hãng Bath Iron Works ở Bath, Maine. Nó được xếp lại lớp như một tàu khu trục rải mìn với ký hiệu lườn DM-28 vào ngày 19 tháng 7 năm 1944 trước khi được hạ thủy vào ngày 13 tháng 8 năm 1944; được đỡ đầu bởi bà Helen Tolman, vợ goá Trung tá Tolman, và nhập biên chế vào ngày 27 tháng 10 năm 1944 dưới quyền chỉ huy của Hạm trưởng, Trung tá Hải quân Clifford Arthur Johnson.

## Lịch sử hoạt động

### Chạy thử máy – chuyển sang Thái Bình Dương
Tolman tiến hành chạy thử máy huấn luyện tại vùng biển Bermuda trong tháng 11 và tháng 12 năm 1944 trước khi quay trở về Boston, Massachusetts, ngang qua Norfolk, Virginia. Vào ngày 13 tháng 1 năm 1945, nó rời hộ tống cho tàu tuần dương hạng nặng Pittsburgh (CA-72) chuyển sang vùng bờ Tây, đi đến San Diego vào ngày 27 tháng 1, rồi tiếp tục hộ tống tàu tuần dương hạng nhẹ Birmingham (CL-62) đi Hawaii. Nó tham gia các cuộc thực tập ngoài khơi Trân Châu Cảng cho đến ngày 23 tháng 2, khi nó lên đường hướng đến Eniwetok và Ulithi. Nó khởi hành từ Ulithi vào ngày 19 tháng 3 trong thành phần Đội đặc nhiệm 52.4 để hỗ trợ hỏa lực và bảo vệ chống tàu ngầm cho các tàu quét mìn, vốn có nhiệm vụ quét sạch các luồng tàu chuẩn bị cho cuộc tấn công đổ bộ tiếp theo lên quần đảo Ryūkyū.

### Chiến dịch Okinawa
Từ ngày 22 tháng 3, Tolman bắt đầu hoạt động quét mìn các luồng để tiếp cận các bãi đổ bộ tại Okinawa. Ngay sau nữa đêm ngày 28 tháng 3, nó đụng độ với tám tàu phóng lôi Nhật Bản. Đối thủ tiếp cận ở khoảng cách 4.000 yd (3.700 m) khi chiếc tàu khu trục khai hỏa các khẩu 5 inch (127 mm) và 40 mm; nó tăng tốc lên 34 hải lý trên giờ (63 km/h) và cơ động quyết liệt để né tránh các quả ngư lôi. Hai tàu đối phương nổ tung và đắm trong khi những chiếc khác thả khói ngụy trang và rút lui. Chiếc tàu khu trục tạm thời mất dấu mục tiêu, nhưng chuyển sang điều khiển hỏa lực bằng radar để tiếp tục nổ súng vào đối thủ, đồng thời bắn đạn pháo sáng để truy tìm. Tàu đối phương cuối cùng được nhìn thấy đã giảm tốc độ và nổ tung; chiếc tàu khu trục tiếp tục càn quét khu vực, nhưng hoàn toàn không còn dấu vết của những con tàu còn lại.
Sáng hôm đó, Tolman đang ở cách Skylark (AM-63) 500 yd (460 m) khi chiếc tàu quét mìn va phải và làm kích nổ một quả thủy lôi. Khi Tolman tiếp cận để chuyển một sợi cáp sang Skylark với ý định kéo con tàu bị hư hại, Skylark tiếp tục va trúng quả thủy lôi thứ hai và bắt đầu nghiêng nhanh chóng. Tolman phải rút lui để tránh xa bãi mìn, nhưng xuồng của nó, cùng với đội cứu hộ của các chiếc PC-1228 và PC-1179, đã cứu vớt 105 người sống sót.
Vào ngày hôm sau, 29 tháng 3, Tolman chịu đựng hàng loạt những đợt không kích. Nó báo cáo đã bắn hạ một trong ba chiếc máy bay đối phương tấn công trong đợt thứ nhất; một trong số hai chiếc tấn công trong đợt thứ hai; và hai trong số ba chiếc tấn công trong đợt thứ ba dưới sự trợ giúp của tàu khu trục Barton (DD-722) và tàu quét mìn Wiley (AM-29). Sau đó nó còn bắn rơi một máy bay tấn công cảm tử Kamikaze tìm cách đâm bổ vào nó; rồi sau đó nó rút lui về Kerama Retto để chuyển những người sống sót từ Skylark sang các con tàu khác.
Sáng ngày 30 tháng 3, Tolman đụng độ với ba tàu phóng lôi Nhật Bản ở khoảng cách 3.000 yd (2.700 m). Nó mở hết tốc độ và bẻ lái gắt sang mạn trái để né tránh; một quả ngư lôi sượt qua phía đuôi tàu và một quả khác băng ngang trước mũi, một quả thứ ba nổ tung phía sau đuôi tàu, khiến con tàu bị rung động mạnh. Đến ngày 3 tháng 4, nó hộ tống cho Đội vận chuyển 17 đi đến một khu vực tập trung chờ đợi ở khoảng 150 mi (240 km) về phía Đông Nam Okinawa, ở lại đây trong mười ngày trước khi quay trở lại bãi Hagushi.
Tolman bị mắc cạn tại dãi san hô Nagunna vào ngày 19 tháng 4, và phải đợi cho đến ngày 25 tháng 4, khi hai tàu kéo giúp nó rút ra khỏi nơi mắc cạn và tàu cứu hộ Clamp (ARS-33) kéo nó quay trở lại Kerama Retto để sửa chữa. Nó đi vào một ụ nổi vào ngày 15 tháng 5, và chỉ hoàn tất công việc sửa chữa vào cuối tháng 6. Chiếc tàu khu trục rải mìn khởi hành vào ngày 28 tháng 6 để quay trở về Hoa Kỳ, về đến San Pedro, Los Angeles vào ngày 21 tháng 7, và công việc sửa chữa triệt để hoàn tất vào ngày 8 tháng 11.

### Sau chiến tranh
Tolman khởi hành đi sang Viễn Đông vào đầu tháng 12, đi đến Sasebo, Nhật Bản vào ngày 26 tháng 12, và hoạt động từ cảng này cho đến tháng 2, 1946, khi nó chuyển căn cứ hoạt động đến Pusan, Triều Tiên trong ba tháng. Nó khởi hành vào ngày 4 tháng 5 cho hành trình quay trở về Hoa Kỳ, về đến San Francisco  vào ngày 27 tháng 5. Nó được điều động đến San Diego vào tháng 1, 1947 và được cho xuất biên chế tại đây vào ngày 29 tháng 1, 1947. Đang khi trong thành phần dự bị, nó được xếp lại lớp như một tàu rải mìn nhanh với ký hiệu lườn MMD-28 vào tháng 1, 1969, nhưng vẫn tiếp tục bị bỏ không cho đến khi bị rút tên khỏi danh sách Đăng bạ Hải quân vào ngày 1 tháng 12, 1970.
Trong những năm tiếp theo, lườn tàu được sử dụng như là mục tiêu để thực tập tác xạ dọc theo bờ biển California. Do đã ngừng hoạt động từ năm 1947 và không được tái sử dụng, nó trở thành nguồn cung cấp phụ tùng thay thế khó tìm cho những tàu khu trục khác. Trong dự án đại tu tàu khu trục Kidd (DD-661) để trở thành một tàu bảo tàng, nhiều tấn phụ tùng đã được tháo dỡ khỏi Tolman để giúp phục hồi Kidd trở lại hình dạng thời Thế Chiến II. Cuối cùng Tolman bị đánh chìm như một mục tiêu vào ngày 25 tháng 1, 1997.

## Phần thưởng
Tolman được tặng thưởng một Ngôi sao Chiến trận do thành tích phục vụ trong Thế Chiến II.